# Prasonica
Prasonica là một chi nhện trong họ Araneidae.